# Berkashat
Berkashat là một đô thị thuộc tỉnh Armavir, Armenia. Dân số ước tính năm 2011 là 578 người.